# Serra de Can Rogent
La Serra de Can Rogent és una serra a cavall dels municipis de Collbató i d'Esparreguera al Baix Llobregat, amb una elevació màxima de 436 metres a la Roca dels Corbs.